# Jimmy Reed
Pour les articles homonymes, voir Reed.
Jimmy Reed (1925-1976) est un guitariste et chanteur de blues américain.

## Biographie

### Débuts
Jimmy Reed est né en 1925 à Dunleith dans l'État du Mississippi dans une famille de métayers composée de neuf frères et sœurs. Il découvre le blues très jeune grâce à son ami Eddie Taylor, qui le suivra durant une grande partie de sa carrière, et qui l'initie à la pratique de la guitare. Après avoir emménagé près de Chicago en 1943 où il travaille dans les aciéries et commence à se produire sur scène, il est enrôlé dans la marine, puis est réformé en 1945.

### Succès
Après avoir été refusé par le studio Chess, il signe sur le label Vee-Jay à Gary (Indiana), qui attirera dans la foulée de Reed des bluesmen tels que Memphis Slim ou John Lee Hooker. Il connaît rapidement le succès avec des titres tels que You Don't Have to Go (1955), Baby What You Want Me to Do (1960) ou encore Bright Lights, Big City (1961) qui deviendra un classique, repris par les Rolling Stones ou les Animals.
En proie à un alcoolisme chronique, Jimmy Reed avait beaucoup de mal à assurer les enregistrements de ses chansons, sa femme Mama Reed devant parfois l'accompagner au chant afin de pallier ses fréquents trous de mémoire. On peut ainsi l'entendre sur Baby What You Want Me to Do, Big Boss Man ou Bright Lights, Big City. Il subit de nombreuses attaques d'épilepsie, diagnostiquées alors de façon erronées comme des crises de delirium tremens provoquées par son alcoolisme.

### Mort
Affecté par ses problèmes personnels et par la fermeture de Vee-Jay  Records, Jimmy Reed meurt d'une insuffisance respiratoire due à une ultime crise d’épilepsie le 29 août 1976. Il est inhumé au cimetière Lincoln près de Chicago.

## Discographie

### Quelques titres essentiels
- 1955 - You Don't Have To Go
- 1956 - Ain't That Lovin You Baby
- 1956 - Bright Lights Big City
- 1957 - I'm Gonna Get My Baby
- 1957 - Honest I Do
- 1957 - You Got Me Dizzy
- 1960 - Baby, What You Want Me To Do
- 1960 - Hush Hush
- 1961 - Big Boss Man
- 1963 - Shame, Shame, Shame
- 1966 - Knocking At Your Door

### Albums
- 1958 - I'm Jimmy Reed
- 1959 - Rocking With Reed
- 1960 - Found Love (Vee Jay)
- 1960 - Now Appearing (Vee Jay)
- 1961 - At Carnegie sexy
- 1962 - Just Jimmy Reed (Vee Jay)
- 1963 - I Ain't No Big Thing...But He His! (Vee Jay)
- 1963 - The Best Of The Blues
- 1963 - The 12-String Guitar Blues
- 1964 - Jimmy Reed At soul City (Vee-Jay # 1095)
- 1965 - The legend, The Man
- 1967 - The New Jimmy Reed Album (Bluesway # 6004)
- 1967 - Soulin' (Bluesway)
- 1968 - Big Boss Man (Bluesway # 6015)
- 1969 - Down In Virginia (Bluesway)
- 1970 - As Jimmy Is (roker record group)
- 1970 - Let The Bossman Speak (Blues On Blues)
- 1971 - Jimmy Reed (Bluesway)
- 1973 - Blues Is My Business (Vee-Jay # 7303)
- 1994 - The Vee Jay Years' (Charly)